# Dekanat Połczyn-Zdrój
Dekanat Połczyn-Zdrój – jeden z 24 dekanatów diecezji koszalińsko-kołobrzeska w metropolii szczecińsko-kamieńskiej. 
W skład dekanatu wchodzą następujące parafie:
- Kluczewo, parafia pw. Narodzenia św. Jana Chrzciciela
  - kościół filialny:
    1. Czarnkowie
    2. Nowe Worowo
    3. Warniłęg
- Krosino, parafia pw. św. Piotra i Pawła
  - kościół filialny:
    1. Białowąs
    2. Kłodzino
    3. Motarzyn
    4. Sulikowo
- Lipie, parafia pw. MB Częstochowskiej
  - kościół filialny:
    1. Nielep
    2. Rzecino
- Ostre Bardo, parafia pw. św. Katarzyny
  - kościół filialny:
    1. Biernów
    2. Buślary
    3. Stare Ludzicko
- Połczyn-Zdrój, parafia pw. Niepokalanego Poczęcia NMP
- Połczyn-Zdrój, parafia pw. św. Józefa Oblubieńca NMP
- Popielewo, parafia pw. MB Różańcowej
- Rąbino, parafia pw. MB Anielskiej
  - kościół filialny:
    1. Biała Góra
    2. Głodzino
- Redło, parafia pw. Narodzenia św. Jana Chrzciciela
  - kościół filialny:
    1. Łęgi
    2. Sucha
- Toporzyk, parafia pw. Wniebowzięcia NMP
  - kościół filialny:
    1. Gawroniec
    2. Stare Resko